# SanJuan8
SANJUAN8 fue un matutino semanal argentino de la ciudad de San Juan. Apareció el 16 de octubre de 2011 y cerró el 28 de octubre de 2012 sin ninguna explicación. Actualmente puede ser consultado en su versión digital.

## Historia
Fue fundado el 16 de octubre de 2011, propiedad de Uno Medios Argentina, más conocido como Grupo Vila-Manzano, conformado por el controvertido empresario mendocino Daniel Vila y el ex menemista José Luis Manzano.

## Fin de la publicación
El 28 de octubre de 2012 se termina la publicación sin ninguna explicación aparente del tema cumpliendo únicamente un año.

## Suplementos
Esta es la lista de los suplementos que circulaban con el periódico, cabe destacar que en el transcurso del tiempo se fueron quitando o agregando suplementos.
| Nombre del suplemento | Temática                 | Fecha de Comienzo de la publicación | Fecha de fin de la publicación |
| --------------------- | ------------------------ | ----------------------------------- | ------------------------------ |
| Ovación               | Deportes                 | 16 de octubre de 2011               | 28 de octubre de 2012          |
| Alfabeto              | Infantiles               | 16 de octubre de 2011               | 28 de octubre de 2012          |
| Clasidomingo 1 y 2    | Clasificados             | 27 de noviembre de 2011             | 28 de octubre de 2012          |
| Vos *                 | Mujer, Música y Sociales | 16 de octubre de 2011               | 28 de octubre de 2012          |
| Señales               | Internacional            | 16 de octubre de 2011               | 28 de octubre de 2012          |
| Claves                | Agro                     | 16 de octubre de 2011               | 28 de octubre de 2012          |
| Autos                 | Automovilismo            | 16 de octubre de 2011               | 1 de abril de 2012             |
| Líneas de la suerte   | Sorteo de premios        | 13 de noviembre de 2011             | 21 de octubre de 2012          |